# 中元日芽香
中元 日芽香（なかもと ひめか、1996年〈平成8年〉4月13日 - ）は、日本の心理カウンセラーであり、女性ローカルアイドルユニットSPL∞ASH、女性アイドルグループ乃木坂46の元メンバーである。広島県広島市出身。乃木坂46合同会社所属。早稲田大学人間科学部eスクール（通信教育部門）健康福祉科学科卒業。妹はBABYMETALの中元すず香。

## 来歴

### 生い立ち
1996年（平成8年）4月13日、広島県広島市で生まれる。親から「日芽香」と名づけられた。日芽香という名は、暖かいお「日」様、桜の花びらからのびる新「芽」、風に散る桜の花の「香」りのような女の子に育ちますようにという願いを込めて名づけられた。小学1年生の時、ダンスを始めた。小学4年生の秋、母親の勧めで、アクターズスクール広島のCクラスに16期生として加入した。ボイスレッスンを90分、ダンスレッスンを90分、個人ボイスレッスンを30分こなす日々を送った。しかし、小学生時代の将来の夢は女子アナウンサーで、アクターズスクール広島には歌やダンスが好きで通っていたにすぎず、当初は大学へ進学するつもりだった。

### アイドル時代

#### SPL∞ASH
中学1年生の時、受験勉強のためにアクターズスクール広島を退学しようと考えたが講師に引き止められ、アイドルグループ『SPL∞ASH』のメンバーとして活動した。中学生時代は、放送部の部長を務め、中学校文化連盟、NHK杯全国中学校放送コンテストに出場した。中学3年生の時、歌やダンスで人を元気にしたいと思い、みずからの意思で、乃木坂46のオーディションを受験した。2011年（平成23年）8月21日、乃木坂46の1期生オーディションに合格、オーディションではAKB48の「会いたかった」を歌った。同年8月25日、アイドルグループ『SPL∞ASH』を卒業することを発表した。

#### 乃木坂46
2012年（平成24年）2月22日、乃木坂46の1stシングル「ぐるぐるカーテン」のカップリング曲「左胸の勇気」「失いたくないから」でCDデビューした。同年3月、母と妹と共に東京へ上京した。同年4月、東京都の高等学校に進学した。
2013年（平成25年）11月27日、乃木坂46の7thシングル「バレッタ」で初の選抜メンバーに選ばれた。それまで2年間、選抜メンバーに選ばれず、学業と芸能活動を両立していくなかで大学受験も考えたが、選抜メンバーに選ばれたことで歌やダンスが好きで東京へ上京してきたことを思い出した。その結果、大学へ進学せず、芸能活動に専念することを決めた。
2015年（平成27年）3月14日、高等学校を卒業した。同年3月18日、乃木坂46の11thシングル「命は美しい」のカップリング曲「君は僕と会わない方がよかったのかな」で初のセンターを務めた。同年4月、『らじらー! サンデー』（NHKラジオ第1放送）にアシスタントMC（隔週）としてレギュラー出演を開始した。同年6月、乃木坂46の舞台『じょしらく』で防波亭手寅役を演じた。同年12月、『2016年cocoloni超運ランキング』における2016年大躍進のアイドルランキング部門で1位を獲得した。
2016年（平成28年）4月26日、『ヤングチャンピオン』で初の単独表紙を務めた。同年6月6日、乃木坂46の15thシングル「裸足でSummer」で約2年半ぶりに選抜メンバーへ復帰することが発表された。同年10月18日、『若者ビジネスコンテスト2016 Business Creation! Hiroshima』のスペシャルサポーターを務めることが発表された。
2017年（平成29年）1月28日、体調不良（のちに自著で適応障害だったことを明かしている）のため、乃木坂46の17thシングル「インフルエンサー」の期間中、グループ活動と個人活動を休止することが発表された。同年3月19日放送の『らじらー! サンデー』から仕事に復帰した。同年8月6日、生出演した『らじらー! サンデー』の中で、前述の体調不良を理由として乃木坂46を卒業することを発表。同時に、同月11日から再開する全国ツアーは全て欠席して10月の『アンダーライブ全国ツアー2017〜九州シリーズ〜』に専念することと、19枚目シングルの活動には参加しないことを明らかにし、翌7日には公式ブログで芸能界引退を示唆した。同年11月7日・8日に開催された『真夏の全国ツアー2017 Final!』東京ドーム公演が最後のライブ出演となった。同年11月19日に両親も見守る中で生出演した『らじらー! サンデー』が、同番組への最後の出演となり、レギュラーのオリエンタルラジオの2人も花束を贈呈して涙ぐんだ。番組のエンディングではオリエンタルラジオやスタッフらがピンクのサイリウムを振って演出する中、「最後までアイドルでいられるっていうのがすごく幸せだと思っています。この6年間たくさん夢を見させていただいて、すごく幸せな時間だったなと思います」と涙ながらに語った。同年12月16日未明、TBSラジオ『バナナマンのバナナムーンGOLD』に事前収録ながら登場し（番組自体は生放送）、これが乃木坂46メンバーとして最後のメディア出演となる。
2018年（平成30年）1月31日、乃木坂46公式サイト内の公式ブログが閉鎖された。

### 心理カウンセラー時代
同年11月20日、乃木坂46合同会社による中元日芽香公式サイトを開設し、心理カウンセラーとして活動開始を発表。公式サイトでは早稲田大学在学中であること、グループ卒業後、認知行動療法やカウンセリング学などを学んだことを公表。同年12月、カウンセリングサロン「モニカと私」を開設。「モニカ」は愛犬の名。また早稲田大学の通信教育部門へ入学。
2019年（令和元年）8月24日、甲子園大学のオープンキャンパスで高校生を対象に初の講演イベントを開催。来場者は約100名、自身の経歴や心理カウンセラーになろうと思った経緯を語った。
2020年（令和2年）8月22日、前年に引き続き、甲子園大学のオープンキャンパスに登場予定と告知があったが中止になった。
2021年（令和3年）6月22日、文藝春秋から初の自叙伝『ありがとう、わたし ―乃木坂46を卒業して、心理カウンセラーになるまで―』を上梓。同年6月24日放送の『中元日芽香の「な」』（文化放送）で初の単独ラジオパーソナリティーを務める。2021年7月8日付け朝日新聞朝刊「ひと」欄でも採り上げられた。
2023年（令和5年）3月26日、自身のInstagramにおいて、早稲田大学を卒業したことを発表。
2024年（令和6年）2月28日、自身の公式ブログにおいて、一般男性との結婚を発表した。
2025年（令和7年）7月4日、第1子妊娠を報告した。

## 人物
愛称は、ひめたん、ひめちゃん、ひめ、ひっぴー。斉藤優里、樋口日奈からは「めーちゃん」とも呼ばれている。キャッチフレーズは「乃木坂1の甘えん坊で寂しがり屋なひめたんこと中元日芽香です」。リアルに「エヘヘ」と笑うことがある。
三姉妹で姉と妹がいる。妹はBABYMETALの中元すず香。姉は勉強ができ、妹は歌ができる子だったため、自分自身に中途半端なイメージを抱いていた。
ツインテールをしたアイドルに憧れ、ツインテールをトレードマークにしていたが、生田絵梨花との関係を通じて自己の感覚に疑問を抱き、2015年8月5日にツインテールを卒業することを発表した。

### 嗜好
好きな食べ物はお菓子、お好み焼き、オムライス、プリン。嫌いな食べ物は魚介類、ピーマン。たこ焼きはタコを抜いて食べる。好きなアイドルはAKB48、ももいろクローバーZ。好きなアーティストはGReeeeN。尊敬するアーティストはPerfume。読んだことのある本は恩田陸『夜のピクニック』、加藤シゲアキ『ピンクとグレー』、朝井リョウ『武道館』。
好きな異性のタイプは、お姫様だっこができる人であるが、顔や体型にこだわりはない。
ピンク色でフリフリの洋服を好み、好きなブランドはLIZ LISA、LODISPOTTO。スカートやワンピースをよく着るため、ほとんどパンツ（ズボン）は持っていない。

### 趣味
趣味はプリンを食べること、ラジオを聴くこと、リボン集め。
ラジオは声優のラジオ番組が好きで、とくに『田村ゆかりのいたずら黒うさぎ』『A&G 超RADIO SHOW〜アニスパ!〜』を好む。声優、ナレーター、バスガイドなどの声を使った仕事を志望している。
リボンはモコモコした素材のリボンがお気に入り。

### 特技
特技は歌、ダンス、ひめたんびーむ。
歌はパンチのある歌声で、乃木團のボーカルを務める。将来の夢は、広島県でコンサートをすることである。
ダンスは乃木坂46の実力派であるが、乃木坂46ではダンスに癖があるとみなされ、まわりと合ってないと評価された。先生からは端か真ん中でないといけないという判断を受け、アンダーでは主に2列目を担当した。まわりにダンスを合わせることで個性が死んでしまい、アクターズスクール広島で習ったことの否定になるかもしれないと悩んだが、最終的にひとりだけずれているのは美に反するという見解に至った。後に「今考えれば、実力はないし、課題はいっぱいだった」と述べている。乃木坂46の7thシングル「バレッタ」で選抜メンバーに選ばれてからは、メンバーの歌やダンス能力が上達していることに気づき、それ以外のアプローチが必要だと考え、発想の転換を図った。
ひめたんびーむは「いきますよ〜」と予告してから、目元にピースサインを添えて繰り出す必殺技であり、顔文字にすると「(<・ω・>)」である。クリスマスバージョンのひめたんびーむもある。中元によれば、ひめたんびーむは心の広い人にしか効かず、射程は個別握手会で話してるときの距離が限界である。鏡に反射すると鏡を割ることはできるが、自身も即死する。ひめたんびーむは振られたらするが、自分からはしないことにしている。『乃木坂工事中』で共演しているバナナマンのラジオ番組『バナナマンのバナナムーンGOLD』内のコーナー「くらえ! ひむたんビーム!!」はこのひめたんびーむから派生したものである。
その他、習い事として歌、英語、習字、ダンス、バスケットボール、ピアノの経験がある。ただし、ピアノは両手で弾くことができずに辞めた。保有資格は語彙・読解力検定準2級。

### 乃木坂46
乃木坂46の検定八福神、乃木團のボーカル、乃木坂読書選抜。
検定八福神であり、乃木坂46の頭脳王決定戦で31人中4位の学力を持つ。得意科目は国語、社会。
乃木坂46では伊藤万理華・井上小百合・中元日芽香で「温泉トリオ（湯けむり3姉妹）」、伊藤万理華と「なかいさん」、齋藤飛鳥と「格差社会コンビ」、渡辺みり愛と「すだれ姉妹」を結成している。
生田絵梨花とは乃木坂46の遠征でホテルに宿泊した際、同部屋になることが多く、生田だけに明かしている将来の夢などについて、夜な夜な話すことがある。中元によれば、生田とは『ドラゴンクエストIV 導かれし者たち』のアリーナとクリフトのような関係である。
乃木坂46で好きな振付は「あの日 僕は咄嗟に嘘をついた」。好きなミュージック・ビデオは「命は美しい」、「嫉妬の権利」、「裸足でSummer」。

## 作品

### シングル
乃木坂46
- 左胸の勇気（2012年2月22日、SRCL-7900/6） - EAN 4988009051550。
- 乃木坂の詩（2012年2月22日、SRCL-7900/1） - EAN 4988009051550。
- 失いたくないから（2012年2月22日、SRCL-7904/5） - EAN 4988009051581。
- 狼に口笛を（2012年5月2日、SRCL-7970/1） - EAN 4988009052267。
- 涙がまだ悲しみだった頃（2012年8月22日、SRCL-8058/9） - EAN 4988009052861。
- 海流の島よ（2012年8月22日、SRCL-8064） - EAN 4988009052915。
- 春のメロディー（2012年12月19日、SRCL-8205/6） - EAN 4988009056456。
- 13日の金曜日（2013年3月13日、SRCL-8255/6） - EAN 4988009080840。
- コウモリよ（2013年7月3日、SRCL-8315/6） - EAN 4988009084725。
- 扇風機（2013年7月3日、SRCL-8317/8） - EAN 4988009084732。
- 人間という楽器（2013年7月3日、SRCL-8321） - EAN 4988009084756。
- バレッタ（2013年11月27日、SRCL-8423/30） - EAN 4988009087900。
- 月の大きさ（2013年11月27日、SRCL-8423/30） - EAN 4988009087887。
- そんなバカな・・・（2013年11月27日、SRCL-8425/6） - EAN 4988009087894。
- やさしさとは（2013年11月27日、SRCL-8429） - EAN 4988009087917。
- 生まれたままで（2014年4月2日、SRCL-8524/5） - EAN 4988009092300。
- ここにいる理由（2014年7月9日、SRCL-8567/8） - EAN 4988009094236。
- 私、起きる。（2014年10月8日、SRCL-8623/4） - EAN 4988009097268。
- あの日 僕は咄嗟に嘘をついた（2014年10月8日、SRCL-8625/6） - EAN 4988009097275。
- 君は僕と会わない方がよかったのかな（2015年3月18日、SRCL-8784/5） - EAN 4988009104591。
- 別れ際、もっと好きになる（2015年7月22日、SRCL-8844/5） - EAN 4988009110790。
- 嫉妬の権利（2015年10月28日、SRCL-8910/6） - EAN 4988009116754。
- 大人への近道（2015年10月28日、SRCL-8912/3） - EAN 4988009116754。
- 不等号（2016年3月23日、SRCL-9032/3） - EAN 4988009125503。
- 裸足でSummer（2016年7月27日、SRCL-9138/44） - EAN 4988009131429。
- 僕だけの光（2016年7月27日、SRCL-9138/44） - EAN 4988009131429。
- サヨナラの意味（2016年11月9日、SRCL-9258/66） - EAN 4547366278897。
- 孤独な青空（2016年11月9日、SRCL-9258/66） - EAN 4547366278897。
- 君に贈る花がない（2016年11月9日、SRCL-9264/5） - EAN 4547366278897。
- アンダー（2017年8月9日、SRCL-9491/92） - EAN 4547366319163。

RADIO FISH
- LAST NUMBER (feat. 中元日芽香 (乃木坂46))（2017年11月8日）[96]

### アルバム
乃木坂46
- 透明な色（2015年1月7日、SRCL-8662/7） - EAN 4988009099934。
- それぞれの椅子（2016年5月25日、SRCL-9078/86） - EAN 4988009128603。
- 生まれてから初めて見た夢（2017年5月24日、SRCL-9437/44） - EAN 4547366307825。
- 僕だけの君〜Under Super Best〜（2018年1月10日、SRCL-9630/7） - EAN 4547366336214。
- Time flies（2021年12月15日、SRCL-12020/30） - EAN 4547366534184。

### 映像作品
- 中元日芽香×山本ワタル（2012年2月22日） - EAN 4988009051550。
- 中元日芽香×マツモトジュンイチ（2012年2月22日） - EAN 4988009051550。
- 中元日芽香×ダンカン（2012年8月22日） - EAN 4988009052908。
- 中元日芽香（2012年12月19日） - EAN 4988009056449。
- 中元日芽香×福居英晃（2013年3月13日） - EAN 4988009080857。
- 16人のプリンシパル@PARCO劇場ダイジェスト（2013年7月3日） - EAN 4988009084725。
- 初夏の全力! 乃木坂46大運動会（2013年7月3日） - EAN 4988009084732。
- 中元日芽香×石田真（2013年11月27日） - EAN 4988009087900。
- 乃木坂46 1ST YEAR BIRTHDAY LIVE 2013.2.22 MAKUHARI MESSE（2014年2月5日） - EAN 4988009090900。
- NOGIBINGO!（2014年3月7日） - EAN 4988021109758。
- Creator's Etude 上田誠編（2014年4月2日） - EAN 4988009092270。
- 中元日芽香×月田茂・山本篤彦・柴谷麻衣（2014年7月9日） - EAN 4988009094236。
- NOGIBINGO!2（2014年9月12日） - EAN 4988021299015。
- 中元日芽香（2014年10月8日） - EAN 4988009097251。
- 秋元真夏&中元日芽香（2015年3月18日） - EAN 4988009104591。
- NOGIBINGO!3（2015年4月24日） - EAN 4988021729635。
- 乃木坂46 2ND YEAR BIRTHDAY LIVE 2014.2.22 YOKOHAMA ARENA（2015年6月17日） - EAN 4988009110097。
- 中元日芽香&能條愛未（2015年7月22日） - EAN 4988009110714。
- NOGIBINGO!4（2015年10月16日） - EAN 4988021729734。
- 中元日芽香（2015年10月28日） - EAN 4988009116754。
- 悲しみの忘れ方 Documentary of 乃木坂46（2015年11月18日） - EAN 4988104099327。
- 初森ベマーズ（2016年1月20日） - EAN 4988104099433。
- NOGIBINGO!5（2016年2月19日） - EAN 4988021729871。
- 中元日芽香（2016年3月23日） - EAN 4988009124902。
- 乃木坂46 3rd YEAR BIRTHDAY LIVE 2015.2.22 SEIBU DOME（2016年7月6日） - EAN 4988009129518。
- NOGIBINGO!6（2016年9月30日） - EAN 4988021714662。
- 乃木坂46 4th YEAR BIRTHDAY LIVE 2016.8.28-30 JINGU STADIUM（2017年6月28日） - EAN 4547366310580。
- NOGIBINGO!7（2017年8月4日） - EAN 4988021146081。
- NOGIBINGO!8（2018年3月16日） - EAN 4988021146821。
- 乃木坂46 真夏の全国ツアー2017 FINAL! IN TOKYO DOME（2018年7月11日） - EAN 4547366363999。

## 出演

### テレビドラマ
- オトナヘノベル 番組内再現ドラマ「逆炎上 そのときどうする!?」（2016年3月3日、NHK Eテレ）主演・ミハル 役[97]

### その他のテレビ番組
- マサカメTV（2015年4月18日・11月14日、NHK総合）[98][99]
- 鯉のはなシアター（2015年7月9日・2017年4月27日、広島ホームテレビ） - ゲスト[100]
- TSS報道特別番組『わしらの声は、届くかのぉ〜被爆者75歳 NYへ行く〜』（2017年8月6日、テレビ新広島） - ナレーション[101]

### ラジオ
- らじらー! サンデー（2015年4月5日 - 2017年11月19日、NHKラジオ第1）アシスタントMC[102][103]
- ひろしまコイらじ（2021年3月29日 - 、NHK広島 ラジオ第1）月曜日の「教えて!コイかる」コーナーに出演[104]
- 中元日芽香の「な」（2021年6月24日、文化放送 / 2021年10月4日 - 、PodcastQR）パーソナリティー[注 11][49]
- ナニモノ!（2022年10月6日、文化放送）週替わりパーソナリティ[106]

### 舞台
- じょしらく（2015年6月22日・25日 - 28日、AiiA 2.5 Theater Tokyo）防波亭手寅 役[107][108]。

### ミュージック・ビデオ
- Mebius「8月の空」（2011年11月23日、TSSプロダクション）

### ネット配信
- ソニレコ! 暇つぶしTV（2015年11月 - 2016年3月25日、ソニー・ミュージックレコーズ）MC[109]

### イベント
- 若者ビジネスコンテスト2016 Business Creation! Hiroshima（2016年 - 2017年、広島県）スペシャルサポーター[110]

## 書籍

### 写真集
- 季刊 乃木坂 vol.1 早春（2014年3月5日、東京ニュース通信社）[15]

### 雑誌連載
- Top Yell（2015年8月6日 - 2017年12月6日、竹書房）目指せパーフェクトアイドル 中元日芽香の挑戦!![111]
- anan（2022年4月6日 - 、マガジンハウス）Femcare File [112]

### 著書
- ありがとう、わたし 乃木坂46を卒業して、心理カウンセラーになるまで（2021年6月22日、文藝春秋）[113][48]

- なんでも聴くよ。中元日芽香のお悩みカウンセリングルーム（2023年12月7日、文藝春秋）[114]